# Friedrich Wilhelm Adami
Friedrich Wilhelm Adami (* 18. Oktober 1816 in Suhl; † 5. August 1893 in Berlin) war ein deutscher Schriftsteller mit vorwiegend preußisch-patriotischer Tendenz.

## Leben
Adami war der Sohn des Chirurgen Christian Gottlieb Adami und dessen Ehefrau Regina Dorothea. Auf Wunsch des Vaters begann er 1835 in Berlin Medizin zu studieren und wechselte zu Philosophie und Geschichte. Am 28. September 1841 heiratete Adami in Berlin die Schauspielerin Auguste Pohl.
Ab 1836 schrieb er als freier Mitarbeiter für den Berliner Figaro des Verlegers Ernst Litfaß. Er gründete 1839 die Sonnenblumen, einen jährlich erscheinenden Almanach historischer und moderner Novellen, der nach zehn Jahren wegen der Revolution 1848/1849 eingestellt werden musste. 1849 holte man ihn als Kritiker und Feuilletonist in die Redaktion der Neuen Preußischen Zeitung.
Adami gilt als konservativer, in seiner Zeit sehr erfolgreicher Schriftsteller. Für viele seiner Veröffentlichungen nutzte er das Pseudonym Paul Fronberg. Seine Stücke wurden regelmäßig am Königsstädtischen Theater gespielt und ab 1853 schrieb er nahezu jährlich ein Theaterstück für die Festspiele des königliche Hoftheaters in Berlin. Außerdem übersetzte er Stücke fürs Theater und bearbeitete sie.

## Ehrungen
- 1868 königlich preußischer Hofrat

## Werke (Auswahl)
- Dramatische Genrebilder aus der vaterländischen Geschichte. Berlin 1870 (2 Bde.).
- Große und kleine Welt. Ausgewählte historische Romane. Berlin 1870 (4 Bde.).
- Luise, Königin von Preußen. Biographie. 10. Auflage. Berlin 1882.
- Vor fünfzig Jahren. Nach den Aufzeichnungen von Augenzeugen. Berlin 1863.[1]
- Aus Friedrichs des Großen Zeit. Berlin 1869.